# BIRD (ROSSOのアルバム)
『BIRD』（バード）はROSSOの1枚目のスタジオ・アルバム。限定生産でアナログ盤が同時発売されている。

## 解説
元BLANKEY JET CITYのメンバーであった照井利幸が、当時THEE MICHELLE GUN ELEPHANTとして活動していたチバユウスケを誘い、そこにASSFORTのドラマー、MASATOが加わり結成された。本作はROSSOとしての作品第一弾。3人編成の作品は本作のみ。この2年後、メンバーチェンジを行い4人編成で活動していくこととなる。

## 収録曲
全作詞：チバユウスケ　作曲・編曲：ROSSO
1. 惑星にエスカレーター (6:30)
2. シャロン (6:11)
  - MVが制作されている。
3. ミッドナイト・コンドル (4:45)
4. JERRY LOVE (5:28)
5. I ♥ PUNK (3:46)
6. カリプソ・ベイビー (4:04)
7. モーター・プール (5:15)
8. グラスホッパーはノーヘル (1:08)
9. 星のメロディー (6:53)
10. モンキー・ラブ・シック (12:00)